# Под золотым орлом
«Под золотым орлом» — советский фильм 1957 года по одноимённой пьесе Ярослава Галана о возвращении после войны на родину перемещённых лиц. Появившись в начале хрущёвской оттепели, фильм был признан нецелесообразным из-за его антиамериканской направленности — и не был выпущен на экран.

## Сюжет
1946 год, только окончилась война. В одном из небольших городков Западной Германии, входящем в американскую зону оккупации, находится лагерь для перемещённых лиц, в котором среди прочих содержатся угнанные на работу в Германию жители СССР и бывшие советские военнопленные. Майор разведки армии США Петерсон с помощью украинского националиста Цуповича и бывшего белогвардейца Белина пытается завербовать представляющих ценные кадры советских людей на работу в Бразилию, убеждая, что на родине их ждёт участь предателей.
Действующие в лагере подпольщики, которыми руководит севастопольский моряк Андрей Макаров, с помощью немецких антифашистов и украинки-остарбайтера Анны Робчук передают в советскую миссию список лиц, желающих вернуться в Советский Союз. Американцы, перехватив список, с удивлением обнаруживают, что среди 893 человек там почти все, кого они «успешно завербовали».
Анна Робчук гибнет от руки Белина, но американские кураторы обвиняют в её убийстве Андрея Макарова. Подпольщики, немецкие антифашисты и честные американцы во главе с журналисткой Нормой Фанси находят доказательства невиновности Макарова, однако узнавший об этом майор Петерсон ускоряет исполнение приговора Макарову. Но список передан — из 893 указанных в нём «перемещённых лиц» все, кроме казнённого американцами Андрея Макарова и убитой Анны Робчук, сходят с причалившего в Одессе парохода на родную землю.

## В ролях
- Павел Кадочников — Андрей Макаров, севастопольский матрос
- Татьяна Алексеева — Анна Робчук, украинка-остарбайтер
- Феодосия Барвинская — фрау Мильх, хозяйка трактира «Под золотым орлом»
- Байба Индриксоне — Норма Фанси, американская журналистка
- Михаил Сидоркин — Боб Фобер, сержант военной полиции США
- Евгений Кузнецов — Петерсон, майор разведки США
- Эндель Нымберг — Эдвин Бентли, лейтенант разведки США
- Виктор Кулаков — Белин, бывший корнет лейб-гвардии гусарского полка
- Пётр Репнин — Цупович, украинский националист, коммерсант из Львова
- Матвей Шарымов — начальник советской миссии
- Николай Засеев-Руденко — Мальцев
- Пётр Омельченко — Дуда
- Рудольф Нууде — Ганс
- Эве Киви — немка
- В эпизодах: Евгений Балиев, Валентина Ивашёва, Иван Твердохлеб и др.

## Литературная основа
- Основная статья: Под золотым орлом (пьеса)

Фильм снят по драме 1948 года Ярослава Галана, писать которую он начал ещё в 1946 году: «Основанием для моей пьесы послужили материалы, собранные мной во время моего пребывания в Нюрнберге, куда я выехал в качестве корреспондента „Радянськой України“». Галан не раз бывал в американской зоне оккупации Германии, знал трагическую судьбу советских перемещённых лиц.
Драма была особенно дорога Я. Галану, как он отметил в дневнике, «это — часть моего Я».
Прочитав рукопись, М. Ф. Рыльский написал автору: «Большое Вам спасибо за пьесу. Сильная вещь… это оптимистическая трагедия».
В 1948—1949 годах в условиях «тихого бойкота» Галана в Киеве пьеса вместе со сборником избранных памфлетов «Их лица» была запрещена к печати и распространению под предлогом, что у читателя могло сложиться «преувеличенное представление о силах бандеровцев». Только после гибели Галана от рук националистов изданная на русском языке пьеса получила известность.
Пьеса была высоко оценена критикой, с успехом шла в театрах страны и за рубежом долгие годы не сходя с театральных подмостков.

## История
Дебютный фильм остался единственным у режиссёра Марии Афанасьевой (до этого сняла лишь фильм-спектакль «Суета» по комедии И. Карпенко-Карого в постановке Театра им. Ивана Франко).
Фильм на экраны не был выпущен. Режиссёр М. А. Афанасьева направила в ЦК КПУ заявление по поводу невыпуска фильма. Разбирательство длилось почти год. В итоге Отдел культуры ЦК КПСС пришёл к выводу, что «нецелесообразно выпускать в настоящее время фильм, имеющий резко выраженную антиамериканскую направленность».
В 1958 году на Всесоюзной творческой конференции работников кинематографии фильм был подвергнут резкой критике. С. Герасимов привёл его как пример антихудожественного сценария низкого сорта, отсутствия монтажа, невзыскательности актёров к ролям:

На экране царит полный произвол — появляются странно одетые, дурно загримированные люди, говорящие неестественными голосами невероятные слова. Они кривляются и паясничают, изображая американских солдат, глубокомысленно вещают утробными голосами, показывая патриотов. И только постепенно начинаешь различать за этим странным маскарадом знакомые актёрские лица: вот и Кадочников, а вот и Сидоркин в роли сержанта американской военной полиции. Можно назвать ещё несколько не менее известных актерских имен. Невольно задаёшь себе вопрос: как все это могло получиться? Где совесть актера-художника? … Между тем к работе режиссёров, которые ничем не проявили себя, кроме того, что, состоя в штате той или иной студии, обогатили мир «шедеврами», подобными фильму «Под золотым орлом», проявляется забота со стороны дирекции студии.

Впрочем П. Кадочников ответил ему: «Герасимов упрекал меня за то, что я позволил себе сниматься в очень плохой картине... Если бы я встал на точку зрения, изложенную тов. Герасимовым, не только я, но и мои товарищи, по-видимому, в редчайших появлялись бы на экране. И может быть я бы не сделал моих лучших ролей».
В период «перестройки» и снятия цензуры фильм также был расценен как несвоевременный:

Появление картины «Под золотым орлом» в 1957 году — в пору кинематографического «ренессанса» — останется, пожалуй, вообще непостижимой загадкой… Всё в этом фильме дышало глубоким анахронизмом: и запоздалая постановка проблемы, и прямолинейно лобовые решения характеров действующих лиц, и язык, которым они объясняются, и режиссура, состоящая из изживших себя кинематографических метафор и избитых символов.